# Prosopis
Prosopis L. è un genere di piante della famiglia delle Fabacee.

## Descrizione
Il fusto è sempre legnoso. Le piante possono raggiungere altezze comprese tra 3 e 15 m, a seconda delle specie.
Alcune specie sono dotate di spine.
Le radici sono particolarmente sviluppate.
Le foglie, di grandezza variabile secondo le specie, sono composte, paripennate, e sempreverdi.
I fiori sono piccoli e riuniti in infiorescenze.
I frutti sono legumi.

## Distribuzione e habitat
L'areale di questo genere si estende dal Nord Africa sino all'Asia centrale e all'India.

## Tassonomia
Il Sistema Cronquist tradizionalmente assegna il genere alla famiglia delle Mimosaceae mentre la moderna classificazione APG lo colloca nella famiglia delle Leguminose o Fabacee, sottofamiglia Caesalpinioideae.
Il genere comprende 3 specie:
- Prosopis cineraria (L.) Druce
- Prosopis farcta (Banks & Sol.) J.F.Macbr.
- Prosopis koelziana Burkart

Molte altre specie attribuite in passato al genere Prosopis sono state recentemente assegnate, in base ad analisi di filogenesi molecolare, ad altri generi tra cui Anonychium, Neltuma e Strombocarpa.